# جينيفر إس. برايسون
جينيفر إس. برايسون (بالإنجليزية: Jennifer S. Bryson)‏ هي أكاديمية أمريكية، ولدت في 1967.

## وصلات خارجية
- الموقع الرسمي